# ドンドゴビ県

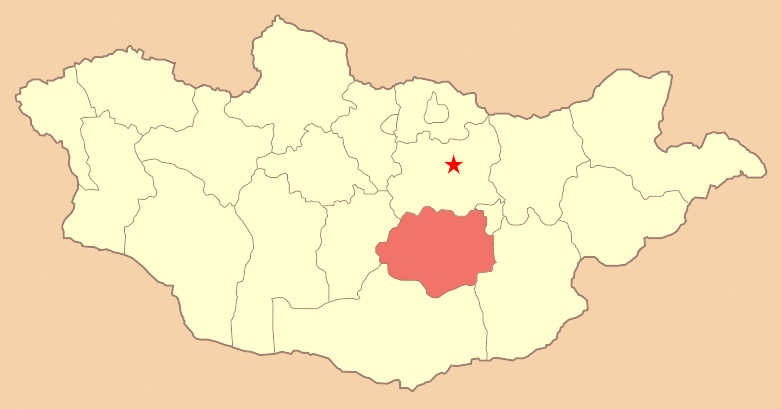
位置

ドンドゴビ県（ドンドゴビけん、モンゴル語: Дундговь, ᠳᠤᠮᠳᠠᠭᠣᠪᠢ）は、モンゴル国の県（アイマク）の一つ。県庁地はマンダルゴビ。

## 概要
モンゴル国の中南部に位置し、北にトゥブ県、東にゴビスンベル県とドルノゴビ県、南にウムヌゴビ県、西にウブルハンガイ県と接する。
西部にオンギ川が流れ、草原地帯の植物に覆われ、南部に砂漠地帯に覆われる。県に銅、石炭、鉄鉱石などの地下資源や大理石、軟玉、ヒスイ、ホタル石などの貴石類も埋まっている。

## 文化と社会
ドンド・ゴビ県は、モンゴルで最も人口密度の低い地域の一つ。わずかな住民は主に小さな集落に住むか、広大でしばしば不毛なステップで遊牧生活を送っている。この地域の遊牧民の生活は、主に家畜の飼育に依存しており、それが彼らの主要な生活基盤となっている。ラクダ、羊、ヤギは、肉や乳だけでなく、毛皮や革の生産にも使用される重要な家畜。特に、ゴビに生息する二つのこぶを持つバクトリアンラクダは、遊牧民の生活において重要な役割を果たしており、輸送手段としても、毛皮や乳の生産にも利用されている。
伝統的なモンゴルの住居であるゲル（ジュルタとしても知られる）は、遊牧生活に最適。この円形のテントは持ち運びが容易で、短時間で組み立てたり解体したりすることができるため、遊牧民は季節や家畜のニーズに応じて住む場所を移動できる。ゲルは木製の構造を持ち、フェルトで覆われており、冬の氷点下40℃から夏の40℃を超える厳しいゴビ砂漠の気象条件から保護する。
家畜の飼育に加え、伝統的な工芸や習慣も日常生活で重要な役割を果たしている。女性たちはしばしば動物の毛を使って衣服や絨毯を作り、男性は家畜の世話やラクダの訓練を行う。ドンド・ゴビにおける遊牧生活は、何世紀にもわたって続くリズムに従っており、家族の伝統、もてなしの心、そして精神的な儀式が深く根付いている。シャーマニズムの儀式や天の神々、自然の精霊を崇拝するテンギズム信仰は、日々の儀式や祝祭において重要であり、人々が自分たちの環境と深い繋がりを持っていることを示している。